# Siobhán Bernadette Haughey
Pour les articles homonymes, voir Haughey.
Siobhán Bernadette Haughey (prononcé /ʃəˈvɔːn ˈhɔːhi/ ; en chinois : 何詩蓓, prononciation cantonaise [hɔ˩ si˥ pʰuj˩]), née le 31 octobre 1997 à Hong Kong, est une nageuse hongkongaise. Elle est sacrée vice-championne olympique du 100 m et du 200 m nage libre aux Jeux olympiques d'été de 2020.

## Jeunesse
Haughey est née à Hong Kong d'un père irlandais, Darach, et d'une mère hongkongaise, Canjo. Son grand-oncle paternel est l'ancien Taoiseach d'Irlande, Charles James Haughey.
Elle nage pour les Wolverines, l'équipe de natation de l'Université du Michigan.

## Carrière
Elle est médaillée d'argent du 100 m nage libre et du 200 m 4 nages aux Jeux olympiques de la jeunesse de 2014 à Nankin. Aux Jeux asiatiques de 2014 à Incheon, elle est triple médaillée de bronze dans les différents relais. Elle est ensuite double médaillée d'or à l'Universiade d'été de 2017 à Taipei, en 100 et 200 m nage libre.
Lors des Jeux olympiques d'été de 2016, elle termine 14e du 200 m nage libre avant de finalement remporter la médaille d'argent sur la même course lors des Jeux olympiques d'été de 2020. Cette médaille est la première remportée par Hong Kong en natation aux Jeux. Elle remporte aussi la médaille d'argent du 100 m nage libre aux Jeux olympiques d'été de 2020. Elle est la première athlète de Hong Kong à remporter deux médailles aux Jeux.
Elle est nommée porte-drapeau de la délégation de Hong Kong aux Jeux olympiques d'été de 2024 à Paris en compagnie de l'escrimeur Cheung Ka Long. Elle termine troisième de la finale du 200m nage libre, remportant ainsi sa troisième médaille olympique et devenant par la même occasion l’athlète Hongkongaise la plus médaillée aux Jeux olympiques.

## Palmarès

### Jeux olympiques
- Jeux olympiques 2020 à Tokyo :
  -  Médaille d'argent du 100 m nage libre
  -  Médaille d'argent du 200 m nage libre

- Jeux olympiques 2024 à Paris :
  -  Médaille de bronze du 100 m nage libre
  -  Médaille de bronze du 200 m nage libre

### Championnats du monde

#### Grand bassin
- Championnats du monde 2023 à Fukuoka :
  -  Médaille d'argent du 100 m nage libre
- Championnats du monde 2024 à Doha :
  -  Médaille d'or du 200 m nage libre
  -  Médaille d'argent du 100 m nage libre
  -  Médaille de bronze du 100 m brasse

## Honneur
L'astéroïde troyen de Jupiter (312001) Siobhánhaughey est nommé en son honneur.